# Liste der Biografien/Blas
Liste der Biografien |
Portal Biografien |
Personensuche
# |
A |
B |
C |
D |
E |
F |
G |
H |
I |
J |
K |
L |
M |
N |
O |
P |
Q |
R |
S |
T |
U |
V |
W |
X |
Y |
Z |
?
 
Ba |
Be |
Bd |
Bg |
Bh |
Bi |
Bj |
Bl |
Bm |
Bn |
Bo |
Br |
Bs |
Bu |
Bw |
By |
Bz
 
Bla |
Ble |
Bli |
Blj |
Blk |
Bll |
Blo |
Bls |
Blu |
Bly
 
Blaa |
Blab |
Blac |
Blad |
Blae |
Blaf |
Blag |
Blah |
Blai |
Blaj |
Blak |
Blal |
Blam |
Blan |
Blaq |
Blar |
Blas |
Blat |
Blau |
Blav |
Blaw |
Blax |
Blay |
Blaz
Die Liste der Biografien führt alle Personen auf, die in der deutschsprachigen Wikipedia einen Artikel haben. Dieses ist eine Teilliste mit 253 Einträgen von Personen, deren Namen mit den Buchstaben „Blas“ beginnt.

## Blas
- Blas, Andrea (* 1992), spanische Wasserballspielerin
- Blas, Ludovic (* 1997), französischer Fußballspieler
- Blas, Manuel De (* 1941), spanischer Schauspieler
- Blas, Ricardo junior (* 1986), guamischer Judoka

### Blasb
- Blasband, Philippe (* 1964), französischsprachiger Schriftsteller, Drehbuchautor und Theaterregisseur
- Blasberg, Anita (* 1977), deutsche Journalistin und Autorin
- Blasberg, Claudia (* 1975), deutsche Ruderin
- Blasberg, Cornelia (* 1955), deutsche Literaturwissenschaftlerin
- Blasberg, Kai (* 1965), deutscher Medienmanager
- Blasberg, Wilfried (1938–2012), deutscher Schauspieler
- Blasberg-Kuhnke, Martina (* 1958), deutsche katholische Theologin und Hochschullehrerin
- Blasbichler, Anton (* 1972), italienischer Naturbahnrodler

### Blasc
- Blasch, Frank (* 1977), deutscher Politiker (CDU) und seit 2018 Bürgermeister von Bad Soden am Taunus
- Blaschczik, Hanna (1899–1978), österreichische Bildhauerin und Keramikerin
- Blaschczok, Andreas (1952–2000), deutscher Jurist und Professor an der Universität Leipzig
- Blasche, Johann Christian (1718–1792), deutscher lutherischer Theologe
- Blasche, Siegfried (* 1939), deutscher Philosoph
- Blaschek, Hanns (1907–1989), deutscher Verwaltungsbeamter und Maler
- Blaschek, Johann (1913–1998), österreichisch-französischer Fußballspieler und Trainer
- Blaschek, Otto (1921–2020), deutscher Ingenieur, Konstrukteur für Filmkameras und Erfinder
- Blaschek, Thomas (* 1981), deutscher Leichtathlet
- Blaschek, Wolfgang (* 1949), deutscher Biologe mit Schwerpunkt Pharmazeutische Biologie
- Blaschette, Armand (1933–2015), luxemburgischer Chemiker und Hochschullehrer
- Blaschewitz, Johann Michael, österreichischer Orgelbauer
- Blaschitz, Valentin (* 1952), österreichischer Politiker (SPÖ), Mitglied des Bundesrates und Kärntner Landtagsabgeordneter
- Blaschka, Anton (1892–1970), deutscher Mittellateinischer Philologe und Archivar
- Blaschka, Gerta (1908–1999), deutsche Prähistorikerin und Geodätin
- Blaschka, Leopold (1822–1895), böhmischer Glaskünstler, naturwissenschaftlicher Künstler
- Blaschka, Rudolf (1857–1939), böhmischer Glaskünstler, naturwissenschaftlicher Künstler
- Blaschka, Stefanie (* 1995), deutsche Politikerin (CDU)
- Blaschke, Albert von (1851–1931), Berliner Bankier
- Blaschke, Bernd (* 1983), deutscher Drehbuchautor, Schriftsteller, Regisseur und Schauspieler
- Blaschke, Björn, deutscher Journalist
- Blaschke, Ernst (1889–1975), deutscher Ingenieur und Emigrant
- Blaschke, Felix (1929–2007), österreichischer Elektroingenieur
- Blaschke, Florian (* 1979), deutscher Journalist und Blogger
- Blaschke, Friedrich (1883–1911), österreichischer Paläontologe
- Blaschke, Friedrich Wilhelm (1920–2006), deutscher Maler, Grafiker und Holzschneider
- Blaschke, Fritz (1899–1968), deutscher Fußballspieler und -trainer
- Blaschke, Georg P. (1876–1929), deutscher Fußballfunktionär und Politiker
- Blaschke, Hannes (* 1960), deutscher Triathlet und Triathlonveranstalter
- Blaschke, Hanno (1927–2017), deutscher Bariton
- Blaschke, Hanns (1896–1971), österreichischer Politiker (parteilos), MdR, Bürgermeister von Wien
- Blaschke, Heinz (1908–1947), deutscher Journalist
- Blaschke, Herbert (1901–1973), deutscher Kunstmaler und Graphiker
- Blaschke, Hugo (1881–1959), deutscher Dentist und SS-Führer
- Blaschke, Jarin (* 1978), US-amerikanischer KameramannJarin Blaschke (* 1978)

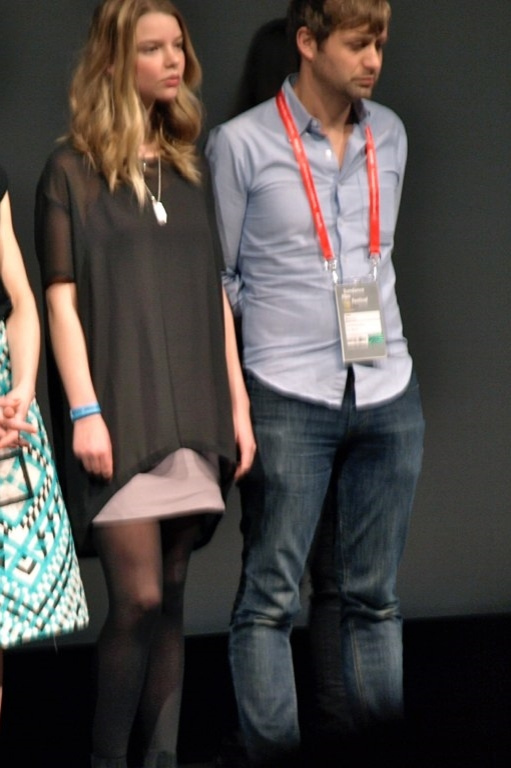
Jarin Blaschke (* 1978)

- Blaschke, Jochen (* 1946), deutscher Sozialwissenschaftler
- Blaschke, Johann (1770–1833), österreichischer Kupferstecher
- Blaschke, Jürgen, deutscher Fernsehmoderator und Schauspieler
- Blaschke, Karlheinz (1927–2020), deutscher Archivar und HistorikerKarlheinz Blaschke (1927–2020)

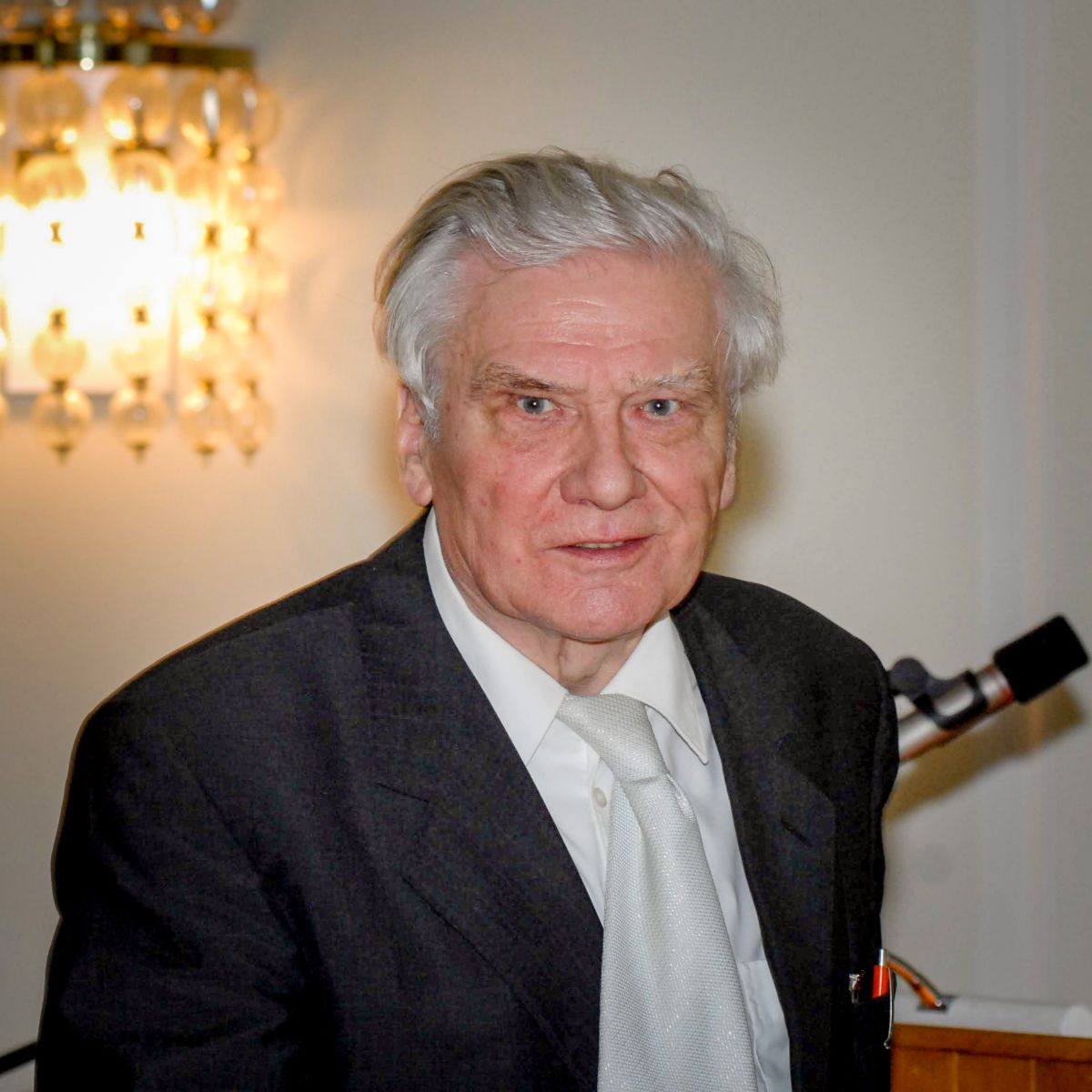
Karlheinz Blaschke (1927–2020)

- Blaschke, Katharina (* 1956), deutsche Theater- und Filmschauspielerin
- Blaschke, Klaus (1937–2022), deutscher Jurist und Kirchenfunktionär
- Blaschke, Leon (* 1996), deutscher Schauspieler
- Blaschke, Manfred (* 1936), deutscher Kommunalpolitiker (CSU)
- Blaschke, Olaf (* 1963), deutscher Neuzeithistoriker und Hochschullehrer
- Blaschke, Otto (1908–1982), sudetendeutscher KZ-Arzt und SS-Obersturmführer
- Blaschke, Paul (1885–1969), deutscher Musiker und Theologe
- Blaschke, Ronny (* 1981), deutscher Sportjournalist
- Blaschke, Rüdiger (* 1954), deutscher Politiker
- Blaschke, Steffen (* 1974), deutscher Wirtschaftswissenschaftler
- Blaschke, Therese (* 1858), österreichische Lehrerin und Redakteurin
- Blaschke, Thomas (* 1965), deutscher Geograph und Geoinformatiker
- Blaschke, Ursula (* 1932), deutsche Marathonläuferin
- Blaschke, Wilhelm (1885–1962), österreichischer Mathematiker und Autor
- Blaschke, Wolfgang (1955–2021), deutscher Fotograf
- Blaschke, Wolfgang (* 1967), deutscher Museologe und Sachbuchautor
- Blaschke-Hellmessen, Renate (1931–2022), deutsche Mikrobiologin
- Blaschkewitz, Johannes Chrysostomus (1915–1981), deutscher Ordensgeistlicher
- Blaschkewytsch, Iwanna (1886–1977), ukrainische ukrainisch-sowjetische Schriftstellerin
- Blaschko, Alfred (1858–1922), deutscher Mediziner
- Blaschko, Darija (* 1996), ukrainische Biathletin
- Blaschko, Hermann (1900–1993), deutscher Biochemiker und Pharmakologe
- Blaschko, Sergei Nikolajewitsch (1870–1956), russisch-sowjetischer Astronom
- Blaschkow, Igor (* 1936), ukrainischer Dirigent
- Blaschnik, Arthur (1821–1918), deutscher Landschaftsmaler
- Blaschtowitschka, Kurt (1906–1945), tschechisch-deutscher Jurist
- Blasco de Grañén († 1459), aragonesischer Maler der Spätgotik
- Blasco de Nebra, Manuel (1750–1784), spanischer Komponist und Organist
- Blasco Ibáñez, Vicente (1867–1928), spanischer Schriftsteller und PolitikerVicente Blasco Ibáñez (1867–1928)

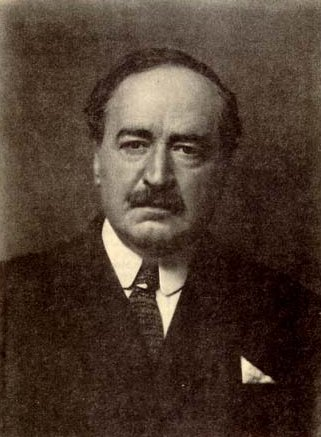
Vicente Blasco Ibáñez (1867–1928)

- Blasco, Gregorio (1909–1983), spanischer Fußballspieler in Mexiko
- Blasco, Joe (* 1947), US-amerikanischer Maskenbildner
- Blasco, Maria (* 1965), spanische Molekularbiologin
- Blasco, Michele (1628–1685), italienischer Maler und Architekt des Barock
- Blasco, Míriam (* 1963), spanische Judoka und Politikerin der Partido Popular
- Blasco, Ricardo (1921–1994), spanischer Filmregisseur und Drehbuchautor
- Blasczyk, Rainer (* 1962), deutscher Transfusionsmediziner

### Blasd
- Blasdel, Henry G. (1825–1900), US-amerikanischer Politiker

### Blase
- Blase, Bert (* 1959), niederländischer Politiker und Autor
- Blase, Heinrich (1855–1921), deutscher Gymnasiallehrer und Altphilologe
- Blase, Heinrich (1885–1960), deutscher Manager
- Blase, Hubertus (1939–2023), deutscher Maler und Grafiker
- Bläse, Joachim (* 1968), deutscher Jurist und Politiker (CDU)
- Blase, Karl Oskar (1925–2016), deutscher Maler, Bildhauer Grafiker, Kurator und Hochschullehrer
- Blase, Marieke (* 1994), deutsche Handballspielerin
- Blase, Robin (* 1991), deutscher Webvideoproduzent, Schauspieler, Moderator, Podcaster und Geschäftsführer
- Blase, Therese (1873–1930), deutsche Sozialpolitikerin
- Blase, Wilhelm (1876–1946), deutscher Bauarbeiter und Politiker (SPD)
- Blase, Wilhelm (1909–1994), deutscher Politiker (SPD), MdBB und Bremer Senator
- Blaseck, Matthias (* 1952), deutscher Fußballspieler
- Blasek, Adolf (1919–2008), deutscher Politiker (SPD), MdA
- Blasel, Jakob (* 2000), deutscher Politiker, Bundessprecher der Grünen JugendJakob Blasel (* 2000)

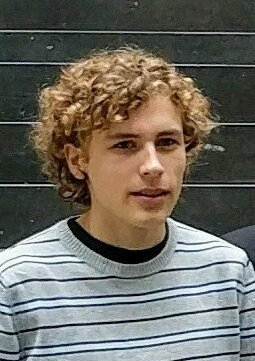
Jakob Blasel (* 2000)

- Blasel, Johanna (1840–1910), österreichische Theaterschauspielerin
- Blasel, Jürgen (* 1960), deutscher Radrennfahrer
- Blasel, Karl (1831–1922), österreichischer Schauspieler und Theaterdirektor
- Blasel, Leopold (1866–1931), österreichischer Theaterschauspieler, Ingenieur, Gastwirt und Bezirksvorsteher
- Blasel, Leopoldine (1858–1926), österreichische Opernsängerin (Sopran) und Theaterschauspielerin
- Blasel, Paul (1855–1940), österreichischer Sänger (Tenor), Theaterschauspieler und -intendant
- Bläsendorf, Joachim Ernst (1640–1677), kurbrandenburgischer Ingenieur-Offizier, Generalquartiermeister der Armee
- Blaser, Adolf (1908–1978), Schweizer Lehrer und Politiker
- Blaser, Beat (* 1953), Schweizer Jazzmusiker und Musikjournalist
- Blaser, Emmanuella (* 1945), Schweizer Politikerin
- Blaser, Ernst (1922–1994), Schweizer Agronom und Politiker (SVP)
- Bläser, Gerhard (1933–2009), deutscher Grafiker und Illustrator
- Blaser, Gilles (* 1952), Schweizer Radrennfahrer
- Blaser, Guntram (1934–2021), deutscher Kommunalpolitiker
- Blaser, Hans-Ulrich (* 1943), Schweizer Chemiker
- Bläser, Jacob, Zimmermeister
- Blaser, Jean-Pierre (1923–2019), Schweizer Physiker und Hochschullehrer
- Blaser, Jizchak (1837–1907), russischer Oberrabbiner von St. Petersburg
- Bläser, Josef (* 1952), deutscher Fußballspieler
- Blaser, Karin (* 1979), österreichische Skirennläuferin
- Blaser, Kevin (* 1999), schweizerischer Basketballspieler
- Blaser, Klauspeter (1939–2002), Schweizer reformierter Theologe
- Blaser, Konrad (* 1975), schweizerischer Pastor und Autor
- Blaser, Martin J. (* 1948), US-amerikanischer Mikrobiologe
- Bläser, Peter (1910–1994), deutscher katholischer Theologe
- Blaser, Peter (* 1941), deutscher Sportwissenschaftler, Hochschullehrer
- Blaser, Pierre-Philippe (* 1968), Schweizer Pfarrer und Synodalratspräsident
- Blaser, Robert-Henri (1919–1986), Schweizer Hochschullehrer, Germanist und Medizinhistoriker
- Blaser, Samuel (* 1981), Schweizer Jazz-Posaunist und Arrangeur
- Bläser, Sonja Fatma (* 1964), deutsch-kurdische Schriftstellerin
- Blaser, Walter (1947–1988), Schweizer Boxsportler
- Blaser, Werner (1924–2019), Schweizer Architekt und Fachautor
- Blaserna, Pietro (1836–1918), italienischer Physiker und Mathematiker
- Blasetti, Alessandro (1900–1987), italienischer Filmregisseur
- Blasey, Heinz (* 1948), deutscher Fußballtorhüter

### Blash
- Blash, Herbie (* 1948), britischer MotorsportfunktionärHerbie Blash (* 1948)

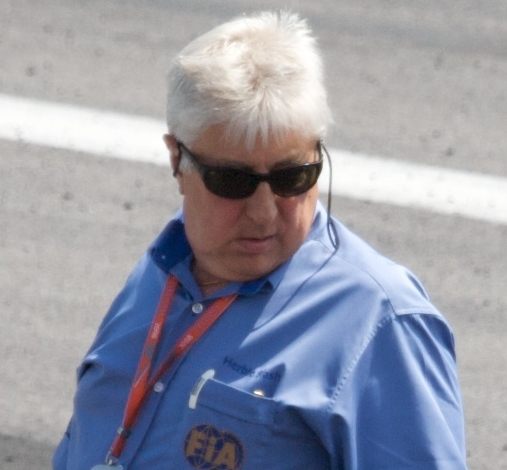
Herbie Blash (* 1948)

- Blashfield, Edwin (1848–1936), amerikanischer Maler und Wandmaler
- Blashford-Snell, John (* 1936), britischer Militär und Forschungsreisender
- Blashill, Jeff (* 1973), US-amerikanischer Eishockeytrainer

### Blasi
- Bläsi, Christoph (* 1960), deutscher Buchwissenschaftler
- Bläsi, Franz (1893–1963), deutscher Pädagoge und Politiker (CDU), MdL
- Blasi, Ilary (* 1981), italienische Schauspielerin und FotomodellIlary Blasi (* 1981)

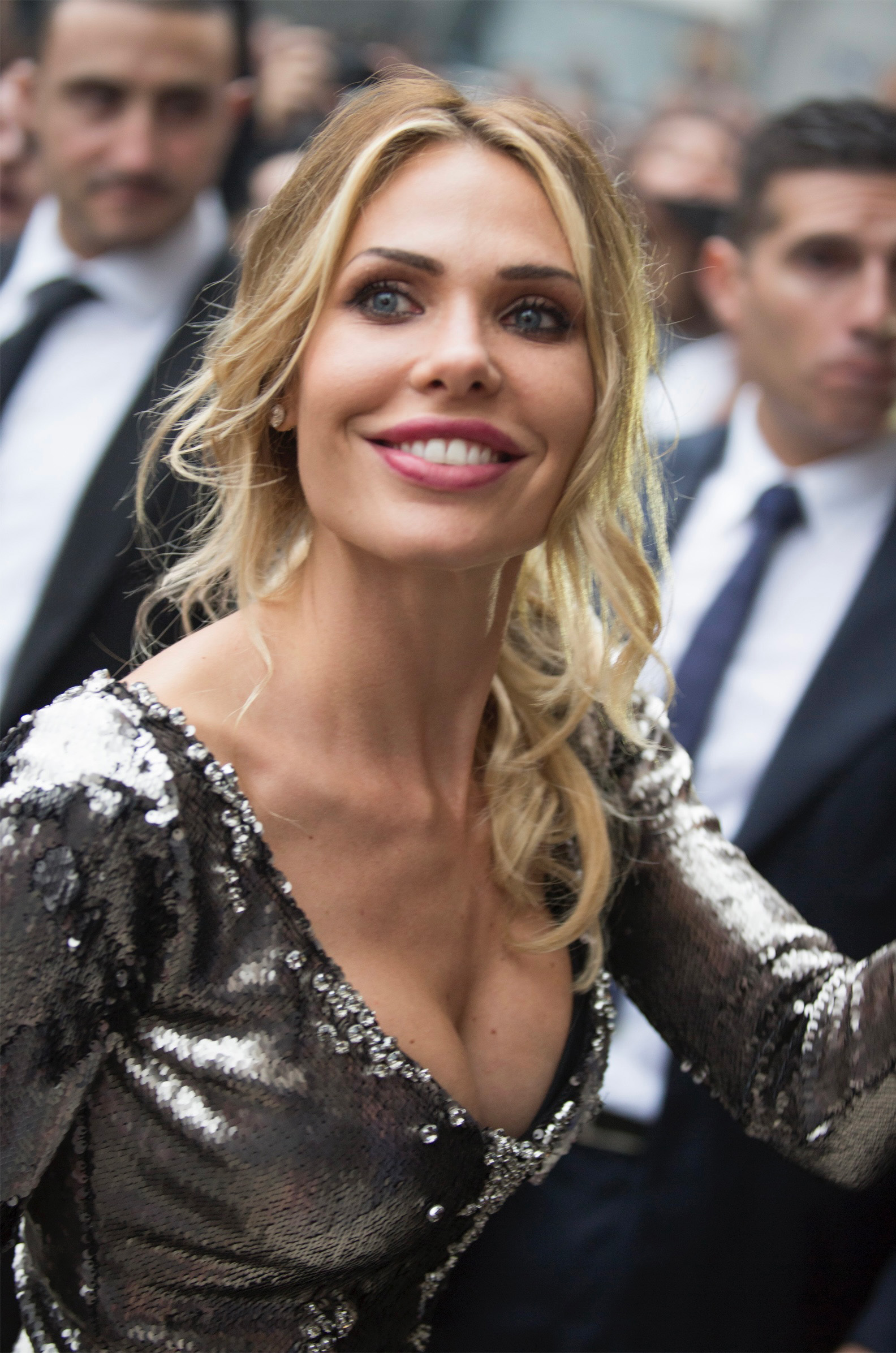
Ilary Blasi (* 1981)

- Blasi, Manuele (* 1980), italienischer Fußballspieler
- Blasi, Paula (* 2003), spanische Radrennfahrerin
- Blasi, Rosa (* 1972), US-amerikanische Schauspielerin
- Blasi, Silvana (1931–2017), italienische Schauspielerin
- Blasi, Silverio (1921–1995), italienischer Schauspieler, Drehbuchautor und Fernsehregisseur
- Blasi, Simon (* 1977), deutscher Filmeditor
- Bläsi, Thomas (* 1971), Schweizer Politiker (SVP)
- Blasi, Walter (* 1954), österreichischer Ministerialbeamter und Militärhistoriker
- Blasi-Font, Gerard (* 1985), andorranischer Tennisspieler
- Blasick, Martin, US-amerikanischer Filmkomponist, Musikproduzent, Songwriter, Musiker, Sänger und Schauspieler
- Blasick, Natasha, US-amerikanische Schauspielerin und Model
- Blasig, Arnulf (1913–1998), "Stuka"-Pilot der deutschen Luftwaffe und Ritterkreuzträger im Zweiten Weltkrieg
- Blasig, Hermann (* 1908), deutscher Opernsänger
- Blasig, Wolfgang (* 1954), deutscher Ingenieur und Kommunalpolitiker (SPD)
- Błasik, Andrzej (1962–2010), polnischer Offizier, Generalleutnant der Polnischen Streitkräfte und Kommandeur der Polnischen Luftstreitkräfte
- Bläsing, Anneliese (1923–1996), deutsche Politikerin (NPD), MdL
- Bläsing, David (1660–1719), deutscher Mathematiker und Astronom
- Bläsing, Gerhard (* 1921), deutscher Politiker (SED) und Mitglied der Volkskammer der DDR
- Bläsing, Robert (* 1982), deutscher Politiker (FDP), MdHB
- Blasio, Raúl di (* 1949), argentinischer Pianist
- Blasis, Carlo (1797–1878), italienischer Tänzer, Choreograf und Tanztheoretiker
- Blasis, Pablo de (* 1988), argentinischer Fußballspieler
- Blasisker, Josef (* 1952), österreichischer Landwirt und Politiker (FPÖ), Abgeordneter zum Nationalrat
- Blasius Lupus († 1410), katholischer Geistlicher, Rektor der Karlsuniversität
- Blasius Matarango († 1367), albanischer Fürst, Sebastokrator unter Zar Simeon Uroš Palaiologos
- Blasius von Sebaste, Bischof von Sebaste; Heiliger und MärtyrerBlasius von Sebaste

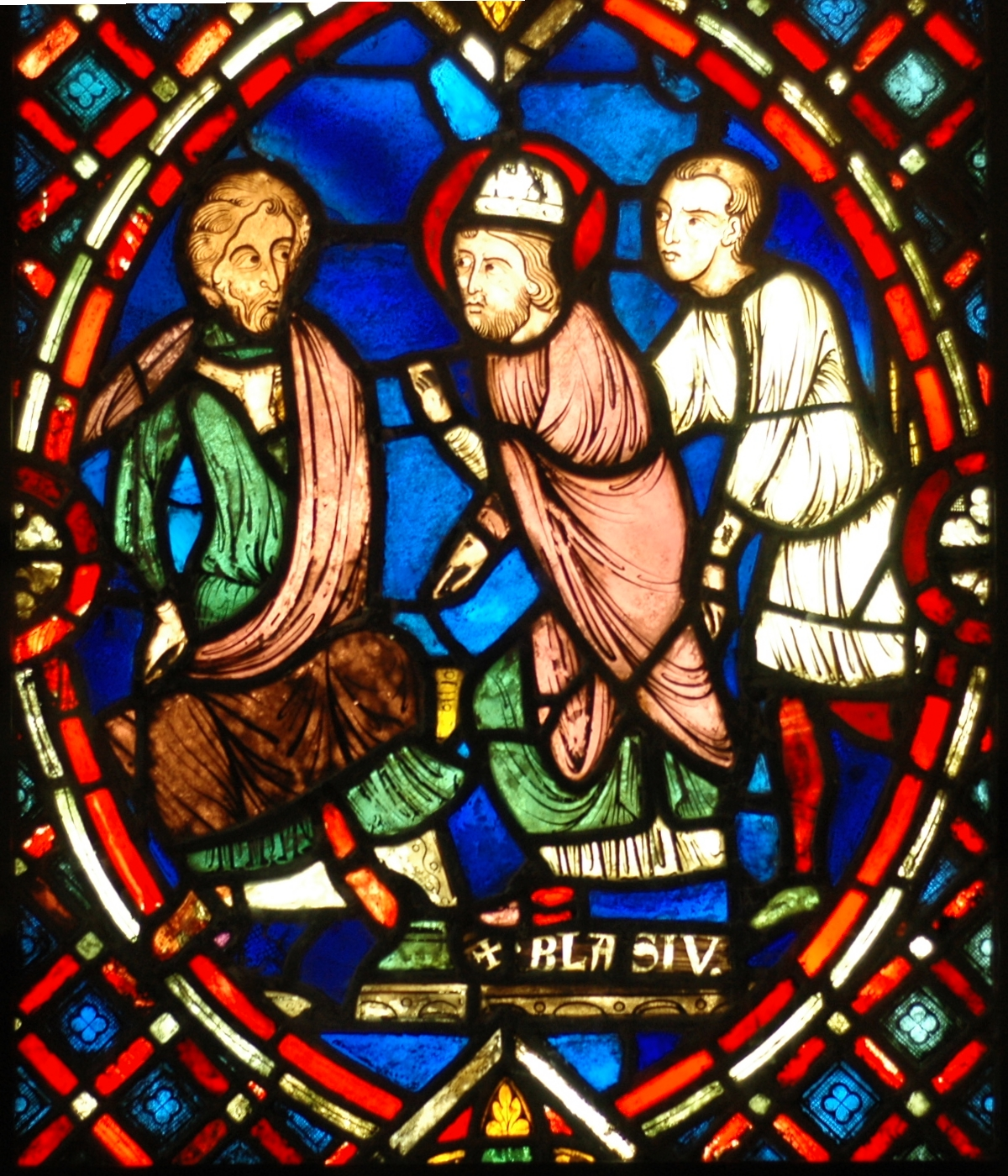
Blasius von Sebaste

- Blasius, Bernd (* 1965), deutscher Mathematiker
- Blasius, Dirk (* 1941), deutscher Historiker
- Blasius, Don (* 1950), US-amerikanischer Mathematiker
- Blasius, Ernst (1802–1875), deutscher Chirurg
- Blasius, Erwin (1870–1959), deutscher Verwaltungsjurist und Kreisdirektor von Helmstedt
- Blasius, Eugen (1861–1937), deutscher Experimentalphysiker, Kristallograph und Hochschullehrer
- Blasius, Ewald (1921–1987), deutscher Chemiker
- Blasius, Gerardus Leonardus (1625–1682), niederländischer Mediziner und Anatom
- Blasius, Heinrich (1883–1970), deutscher Physiker und Hochschullehrer
- Blasius, Heinrich Wilhelm (1818–1899), deutschstämmiger amerikanischer Meteorologe
- Blasius, Johann Heinrich (1809–1870), deutscher Zoologe
- Blasius, Johannes (1490–1550), evangelischer Pfarrer und Reformator im Kanton Graubünden
- Blasius, Jörg (* 1957), deutscher Soziologe
- Blasius, Juliana (1781–1851), Räuberbraut des Johannes BücklerJuliana Blasius (1781–1851)

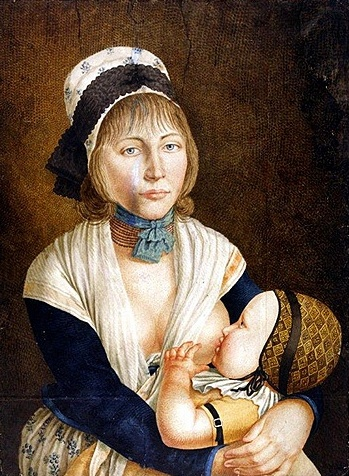
Juliana Blasius (1781–1851)

- Bläsius, Klaus (* 1952), deutscher Orthopäde, Hochschullehrer
- Blasius, Matthieu-Frédéric (1758–1829), französischer Violinist, Klarinettist, Dirigent und Komponist
- Blasius, Pantaleon, deutscher evangelischer Geistlicher und Reformator der Grafschaft Hanau-Lichtenberg
- Blasius, Rainer (* 1952), deutscher Diplomat, Historiker und Journalist
- Blasius, Richard (1885–1968), deutscher Schriftsteller
- Bläsius, Rolf, deutscher Basketballspieler
- Blasius, Rudolf (1842–1907), deutscher Ornithologe
- Blasius, Werner (1899–1945), deutscher Kommunalpolitiker
- Blasius, Wilhelm (1845–1912), deutscher Geheimer Hofrat und Ornithologe

### Blask
- Blask, Erwin (1910–1999), deutscher Leichtathlet
- Blask, Falko (* 1966), deutscher Hörfunk-, Fernsehjournalist und Sachbuchautor
- Blask, Inge (* 1959), deutsche Politikerin (SPD), MdL
- Bläske, Erwin (1930–1991), deutscher Pilot
- Blaškić, Tihomir (* 1960), kroatischer Militär, Kommandant des Kroatischen Verteidigungsrates (HVO)
- Blaškić, Zlatko (* 1982), kroatischer Fußballspieler und -trainer
- Blaško, Hynek (* 1955), tschechischer Offizier
- Blaskovic, Ben (* 1988), deutscher Schauspieler und Musiker
- Blašković, Laslo (* 1966), serbischer Schriftsteller und Direktor der Serbischen Nationalbibliothek
- Blaskovics, Franz (1864–1937), deutscher Politiker, Mitglied des Parlaments und Geistlicher der Volksgruppe der Banater Schwaben
- Blaskowitz, Johannes (1883–1948), deutscher Offizier, zuletzt Generaloberst im Zweiten Weltkrieg, Oberbefehlshaber verschiedener Heeresgruppen der WehrmachtJohannes Blaskowitz (1883–1948)

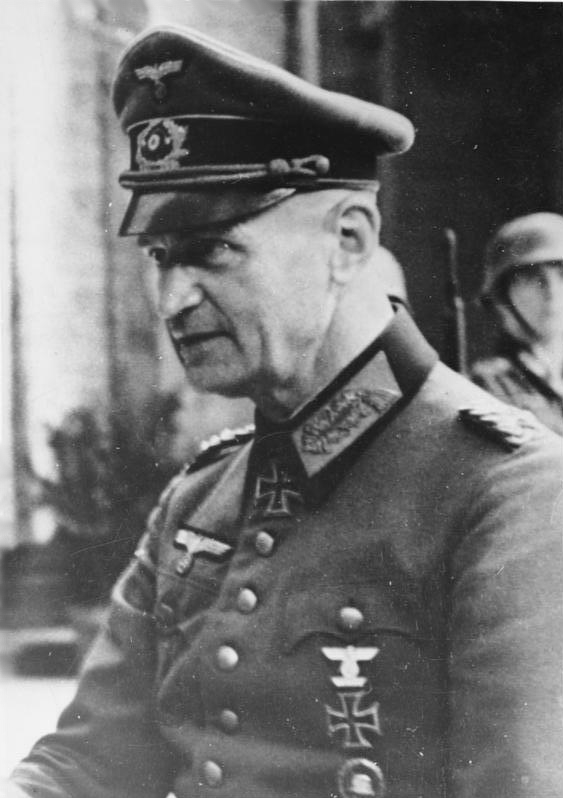
Johannes Blaskowitz (1883–1948)

### Blasm
- Blasman, Jenna (* 1993), kanadische Snowboarderin

### Blasn
- Bläsner, Franz (1899–1934), deutscher SA-Mann
- Bläsner, Norbert (* 1980), deutscher Politiker (FDP), MdL

### Blaso
- Blason, Ivano (1923–2002), italienischer Fußballspieler

### Blasp
- Blaspiel, Johann Moritz von († 1723), kurbrandenburgischer Staatsmann
- Blaspiel, Werner Wilhelm von († 1681), brandenburgischer Politiker und Diplomat

### Blasq
- Blasquiz, Klaus (* 1950), französischer Musiker

### Blass
- Blass, Bill (1922–2002), US-amerikanischer Modedesigner
- Bläss, Carola (* 1959), deutsche Schauspielerin und Kabarettistin
- Blaß, Constantin (* 1981), deutscher Journalist und Chefredakteur
- Blaß, Curt (1881–1972), deutscher Jurist und Bibliothekar
- Blass, Domenico (* 1966), Schweizer Drehbuchautor
- Bläss, Edmund (1769–1844), Landtagsabgeordneter Großherzogtum Hessen
- Blass, Ernst (1890–1939), deutscher Schriftsteller
- Blass, Friedrich (1843–1907), deutscher Philologe
- Bläss, Helmut (1926–2005), deutscher Theaterintendant, Regisseur und Schauspieler
- Blaß, Hermann (1888–1941), österreichischer Schauspieler
- Blaß, Josef (1901–1972), deutscher Ingenieur und Hochschullehrer
- Blass, Leonhard, deutscher Landwirt und Politiker
- Blaß, Ludwig (1874–1943), deutscher Jurist und Bezirksoberamtmann im Bezirksamt Sankt Ingbert
- Bläss, Petra (* 1964), deutsche Politikerin (PDS), MdB
- Bläß, Richard (1888–1969), deutscher Politiker (KPD) und Widerstandskämpfer
- Blass, Rudi (1906–1976), deutscher Politiker (CDU)
- Blaß, Severin (1651–1705), österreichischer Abt
- Blass, Valentin (* 1995), deutscher Basketballspieler
- Blass, Waltraud (1920–2009), deutsche Widerstandskämpferin und Kommunistin
- Blass-Tschudi, Jacqueline (* 1934), Schweizer Zeichnerin
- Blassat, Walter (1899–1995), deutscher Politiker (SPD), MdL
- Blässe, Anna (* 1987), deutsche Fußballspielerin
- Blassie, Freddie (1918–2003), US-amerikanischer WrestlerFreddie Blassie (1918–2003)

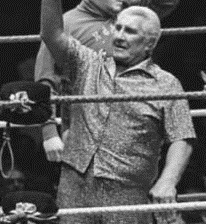
Freddie Blassie (1918–2003)

- Blassingame, William (* 1836), US-amerikanischer Politiker
- Blaßkiewitz, Sarah (* 1986), deutsche Regisseurin, Drehbuchautorin und Schauspielerin
- Blaßmann, Anton Ludwig (1784–1843), deutscher Architekt und Hofbaumeister
- Blaßneck, Heike (* 1971), deutsche Leichtathletin
- Blaßnig, Alois (* 1963), österreichischer Skilangläufer und Biathlet
- Blassnig, Oswald (* 1948), österreichischer Lehrer und Schuldirektor

### Blast
- Blast, C. L. († 2016), US-amerikanischer Soul- und Rhythm-&-Blues-Sänger
- Blastoyz, portugiesischer Musikproduzent und DJ

### Blasu
- Blasucci, Noah (* 1999), schweizerisch-italienischer Fussballspieler

### Blasw
- Blaswich, Janis (* 1991), deutscher FußballtorhüterJanis Blaswich (* 1991)

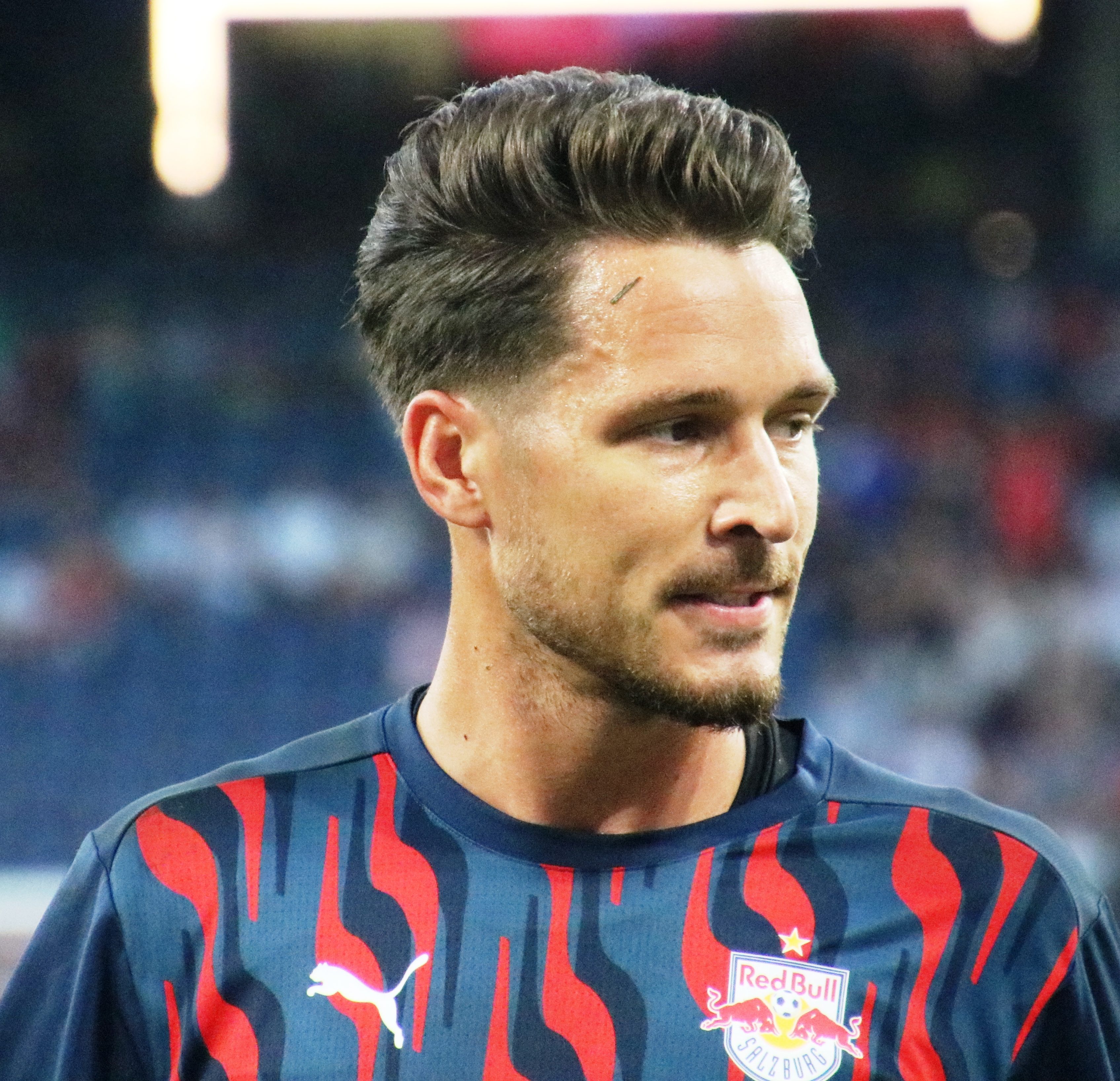
Janis Blaswich (* 1991)

### Blasy
- Blasy, Adalbert Peter (1912–1988), deutscher Jurist und Politiker (SPD)

### Blasz
- Błaszak, Genowefa (* 1957), polnische Sprinterin
- Błaszczak, Mariusz (* 1969), polnischer Politiker, Mitglied des Sejm
- Błaszczyk, Grzegorz (* 1953), polnischer Historiker
- Błaszczyk, Lucjan (* 1974), polnischer Tischtennisspieler
- Blaszczyk, Michael (* 1959), deutscher Maler und Zeichner
- Błaszczyk, Zdzisław Stanisław (* 1969), polnischer Geistlicher und römisch-katholischer Weihbischof in Rio de Janeiro
- Błaszczykowski, Jakub (* 1985), polnischer Fußballspieler
- Blaszkiewitz, Bernhard (1954–2021), deutscher Biologe, Berliner Zoodirektor